# Pacific Northwest Amateur
Het Pacific Northwest Amateur is een golfkampioenschap voor amateurs. Het wordt sinds 1899 gespeeld en is een van de oudste golftoernooien in de Verenigde Staten. Het staat ook bekend als het PNGA Men's Amateur. 
Het toernooi wordt georganiseerd door de Pacific Northwest Golf Association (PNGA) en wordt op wisselende banen in de Pacific Northwest gespeeld.

## Winnaars
| - 1899: Charles H. Mallott - 1900: P.B. Gifford - 1901: A.H. Goldfinch - 1902: F.C. Newton - 1903: R.L. MacLeay - 1904: R.L. MacLeay - 1905: R.L. MacLeay - 1906: C.K. Magill - 1907: T.S. Lippy - 1908: George Ladd Munn - 1909: Douglas Grant - 1910: R.L. MacLeay - 1911: W.B. Mixter - 1912: R.N. Kincks - 1913: A.V. Macan - 1914: Jack Neville - 1915: Chandler Egan - 1916: S.R. Smith - 1917: Rudolph Wilhelm - 1918: H.A. Fleager - 1919: Clare Griswold - 1920: Chandler Egan - 1921: George Von Elm - 1922: George Von Elm - 1923: Chandler Egan - 1924: Oscar F. Willing - 1925: Chandler Egan - 1926: Forest Watson - 1927: Rudolph Wilhelm - 1928: Oscar F. Willing | - 1929: Frank Dolp - 1930: Eddie Hogan - 1931: Frank Dolp - 1932: Chandler Egan - 1933: Albert Campbell - 1934: Kenneth Storey - 1935: Albert Campbell - 1936: Harry Givan - 1937: Harry Givan - 1938: Jack Westland - 1939: Jack Westland - 1940: Jack Westland - 1941: Bud Ward - 1942-44 niet gespeeld - 1945: Harry Givan - 1946: Harry Givan - 1947: Ray Weston - 1948: Glen Sherriff - 1949: Bruce McCormick - 1950: Al Mengert - 1951: Jack Westland - 1952: Bill Mawhinney - 1953: Dick Yost - 1954: Bob Fleming - 1955: Dick Yost - 1956: Bob Kidd - 1957: Bill Warner - 1958: George Holland - 1959: Ron Willey - 1960: Ron Willey | - 1961: Harry Givan - 1962: Kermit Zarley - 1963: Ken Storey - 1964: Mickey Shaw - 1965: George Holland - 1966: Elwin Fanning - 1967: Donny Power - 1968: Allen Brooks - 1969: Jim McLean - 1970: Pat Welch - 1971: Jim McLean - 1972: Jim McLean - 1973: Dave Mick - 1974: Ed Jonson - 1975: Bob Mitchell - 1976: Bill Sander - 1977: Jeff Coston - 1978: Scott Tuttle - 1979: Mark Wiebe - 1980: Brian Haugen - 1981: Rick Fehr - 1982: Eric Johnson - 1983: Dave DeLong - 1984: Jeff Ellis - 1985: Mike Hegarty - 1986: Jim Strickland - 1987: Scott Sullivan - 1988: Mike Swingle - 1989: Todd Kernaghan - 1990: Warren Vickers | - 1991: Craig Kanada - 1992: Scott Bennett - 1993: Chris Jorgensen - 1994: Tiger Woods - 1995: Birk Nelson - 1996: Joel Kribel - 1997: Ben Crane - 1998: Jeff Quinney - 1999: Michael Beard - 2000: Jeff Quinney - 2001: Jason Hartwick - 2002: Brady Stockton - 2003: Nick Flanagan - 2004: David Fern - 2005: Jordan Madison - 2006: Danny Green - 2007: Jake Younan-Wise - 2008: Jason Kang - 2009: Tyler Matthews - 2010: Brett Drewitt - 2011: Zac Blair - 2012: Shotaro Ban |